# Luxemburg-Findels internationella flygplats

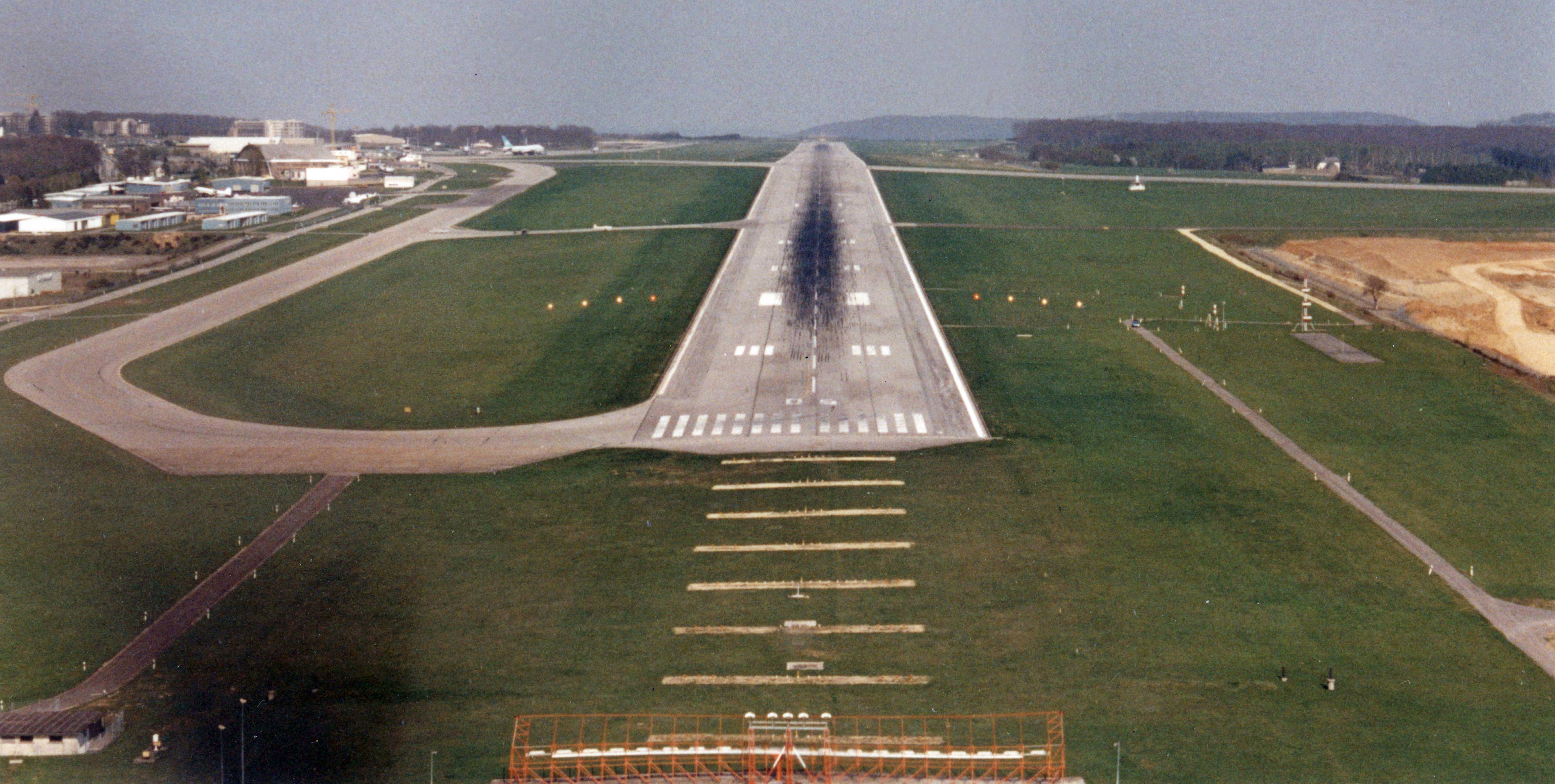
Luxemburg-Findels internationella flygplats.

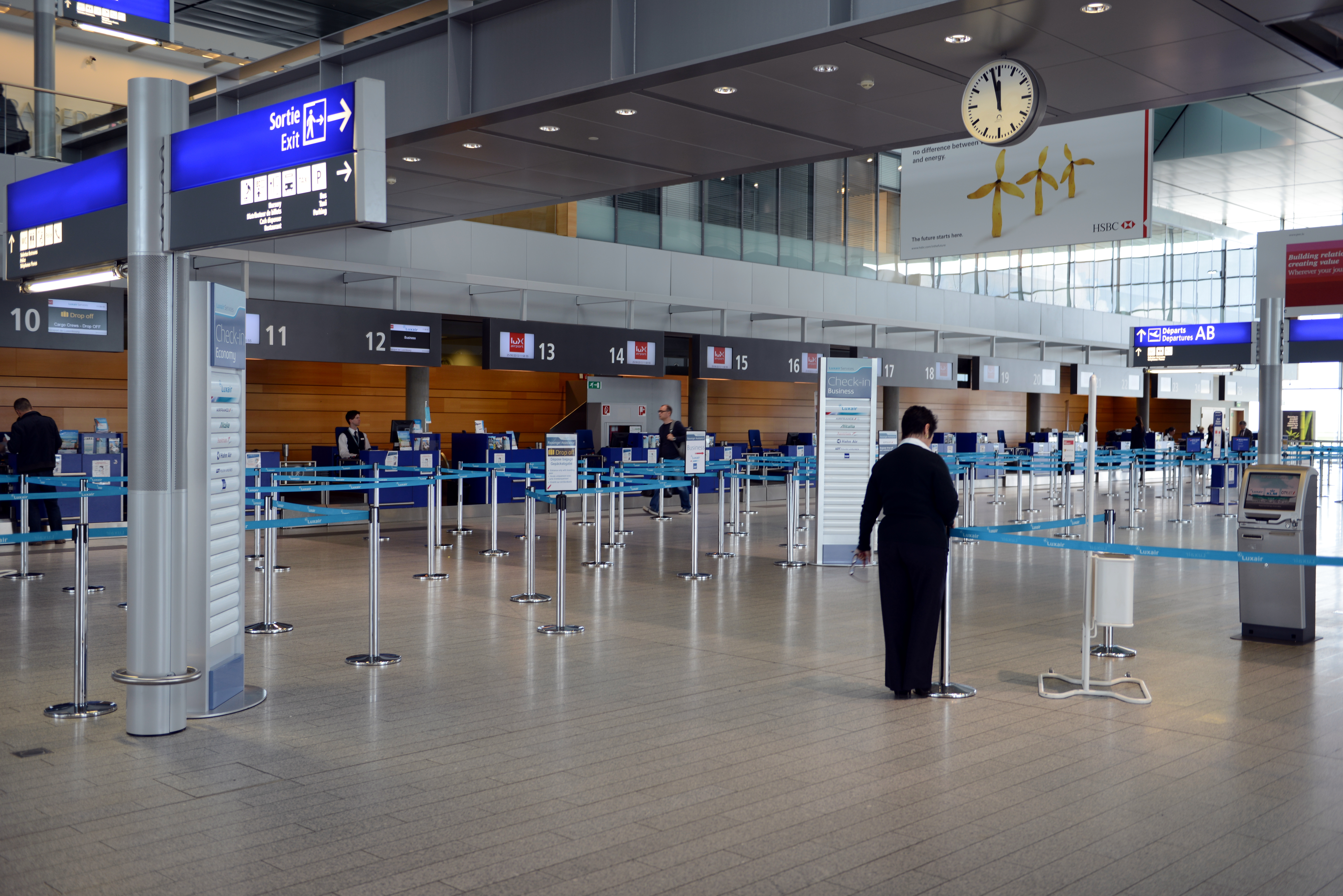
Terminal A.

Luxemburg-Findels internationella flygplats (IATA: LUX, ICAO: ELLX) är den enda internationella flygplatsen i Luxemburg, 6 kilometer från huvudstaden Luxemburg i kommunen Sandweiler. Flygplatsen är bas för det nationella flygbolaget Luxair och flygfraktsbolaget Cargolux, men trafikeras även av ett flertal andra bolag. Flygplatsen är en av Europas mest trafikerade när det gäller godstrafik och är den enda i Luxemburg med belagd start- och landningsbana. Någon reguljär inrikestrafik finns inte i landet.